# Freibad Pankow

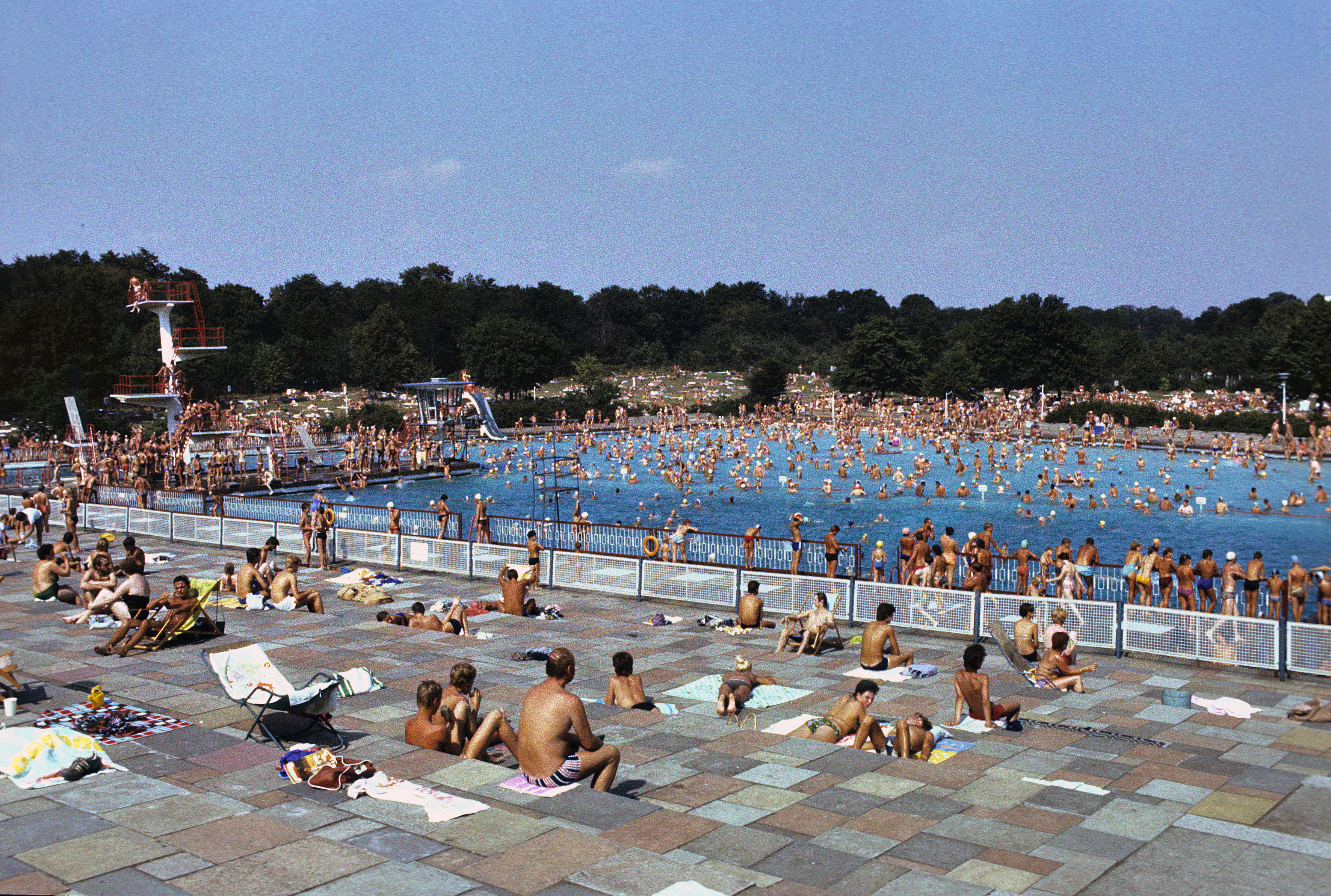
Freibad Pankow 1983

Das Freibad Pankow ist ein Sommerbad im Berliner Bezirk Pankow. Das Bad wurde im Jahre 1960 eröffnet. Im Jahr 2000 wurde das Bad aufwändig renoviert. Je nach Wetterlage kann das Bad von Mai bis September besucht werden. Auf dem Gelände des Freibades steht auch die mittlerweile zerfallene Schwimmhalle Pankow.

## Geschichte
Das Freibad entstand von 1957 bis 1963 nach den Plänen der Architekten Heinz Graffunder und Walter Hinkefuß (1912–2001). Der erste Spatenstich erfolgte 1958 durch den damaligen Ministerpräsidenten Otto Grotewohl. Der Bau des Freibades war Teil des Nationalen Aufbauwerkes. Durch dieses wurden über Bürgerspenden eine halbe Million Mark für den Bau des Freibades gespendet. Außerdem wurden 220.000 freiwillige Arbeitsstunden geleistet. Am 9. Juli eröffneten Otto Grotewohl und der Berliner Oberbürgermeister Friedrich Ebert junior das Freibad. 1975 wurde das Bad durch ein Hallenbad erweitert. Dieses wurde 2001 geschlossen. Seit 1995 wird das Freibad durch die Berliner Bäder-Betriebe betrieben. Im Jahr 2000 wurde das Bad umfangreich saniert. Die Becken bestehen nun aus Metall und nicht mehr aus Fliesen. Die Beckenanordnung wurde komplett geändert, sodass es nun ein 50-Meter-Schwimmerbecken, ein Planschbecken, ein 4,5 Meter tiefes Sprungbecken und ein Multifunktionsbecken mit Stromanlage und weiteren Wasserspielen gibt. Außerdem wurden neue Metallrutschen aufgestellt. Darunter eine High-Speed-Rutsche. Der 10-Meter-Sprungturm wurde „gestutzt“, sodass das Bad nur noch über einen 7,5 Meter hohen Sprungturm verfügt. Außerdem wurde auch die alte Café-Terrasse aus DDR-Zeiten geschlossen. Der Imbiss wird nun unterhalb der Terrasse in Holzhütten vertrieben.

## Heute
Das Sommerbad öffnet jährlich zwischen Mai und September, teilweise auch nur bis August. Die Wetterlage hat einen großen Einfluss auf die Öffnungszeiten. Der Eingang zum Sommerbad befindet sich mittlerweile nicht mehr am alten Hallenbad, sondern ca. 50 m weiter aufwärts der Wolfshagener Straße. Die Kassen befinden sich dort in Containern. Außerdem verfügt das Bad nun auch über eine extra zugewiesene FKK-Wiese, wo das Nacktsonnen gestattet ist. Das Nacktbaden ist weiterhin verboten.

## Multifunktionsbad
Der Berliner Senat und die Berliner Bäder-Betriebe planen seit 2018 die Neunutzung des Standortes des ehemaligen Hallenbades. Auf dem Gelände des Hallenbades, sowie auf dem des Freibades sollen ein neues Multifunktionsbad, eine dreizügige Grundschule und eine Turnhalle entstehen. Eine Machbarkeitsstudie des Pankower Bezirksamts bewertete die Pläne als "möglich". 2019 stellte der Senat einen Bebauungsplan für das Gelände vor, da der Bedarf so groß sei, dass das Multifunktionsbad ab Eröffnung an seine Belastungsgrenze kommen könne. Das Multifunktionsbad soll auf der heutigen FKK-Wiese sowie auf Teilen der alten Café-Terrasse entstehen. Anstelle des alten Hallenbades sollen Parkplätze entstehen. Auf dem jetzigen Spielplatz soll die Grundschule mit Turnhalle entstehen. Die große Liegewiese bleibt erhalten. Durch den Wegfall der FKK-Wiese würde die theoretische Maximalauslastung des Freibades sinken. Der aktuell geplante Baustart ist frühestens 2023 geplant, die geplante Eröffnung wird frühestens 2025 stattfinden. Durch Diskussionen über die Parkplatz- und die Lärmsituation könnte sich der Baustart aber noch verzögern.